# Achirus
Achirus es un  género de peces de la familia Achiridae y de la orden de los Pleuronectiformes.
Las especies de este género son conocidas vulgarmente con el nombre de lenguados. Habitan tanto en aguas marinas como en agua dulce, siendo exclusivas de América.

## Taxonomía
Este género fue descrito originalmente en el año 1802 por el zoólogo francés Bernard Germain Étienne de Laville-sur-Illon, conde de Lacépède.
Especies

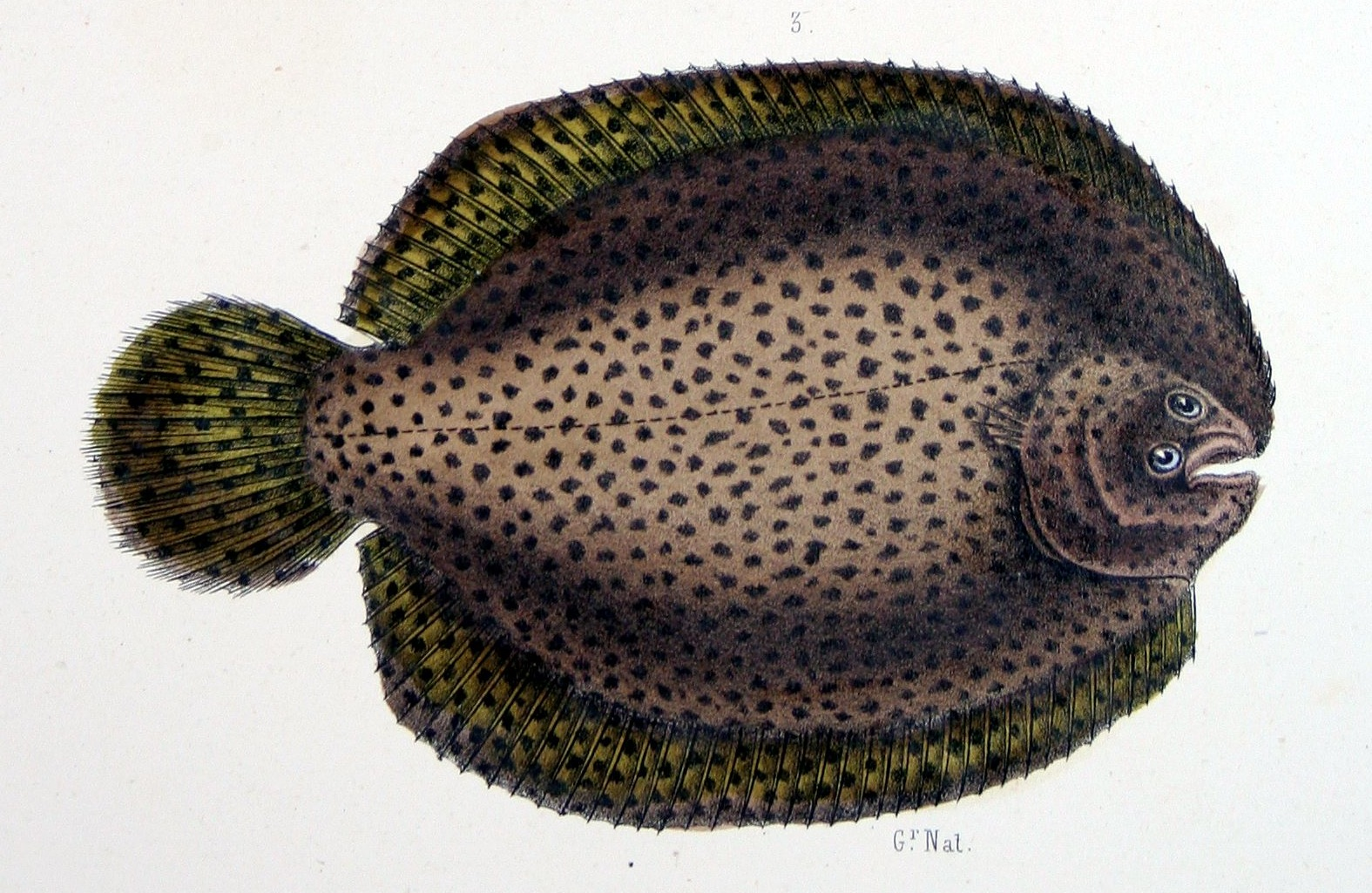
Achirus achirus.

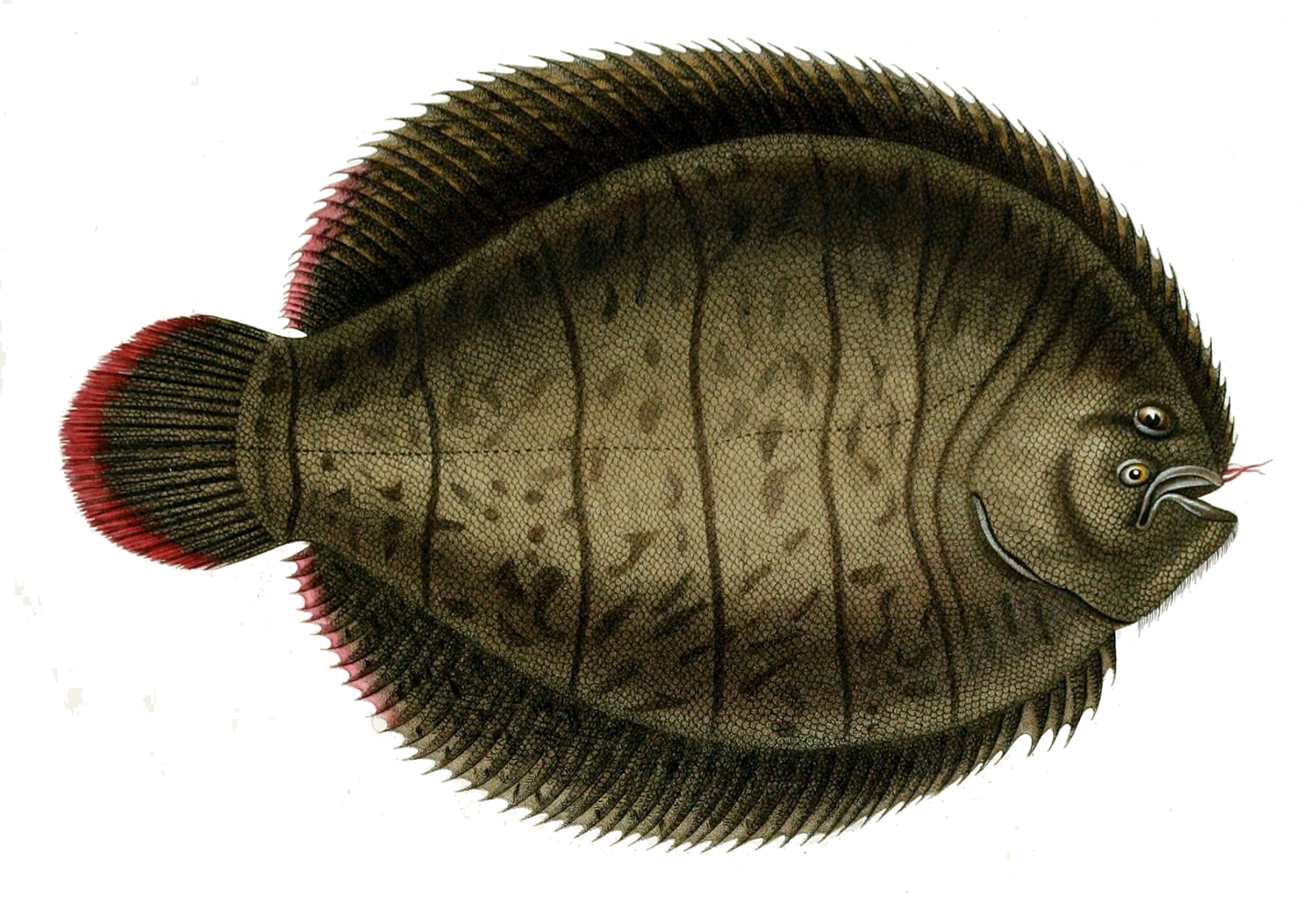
Achirus lineatus.

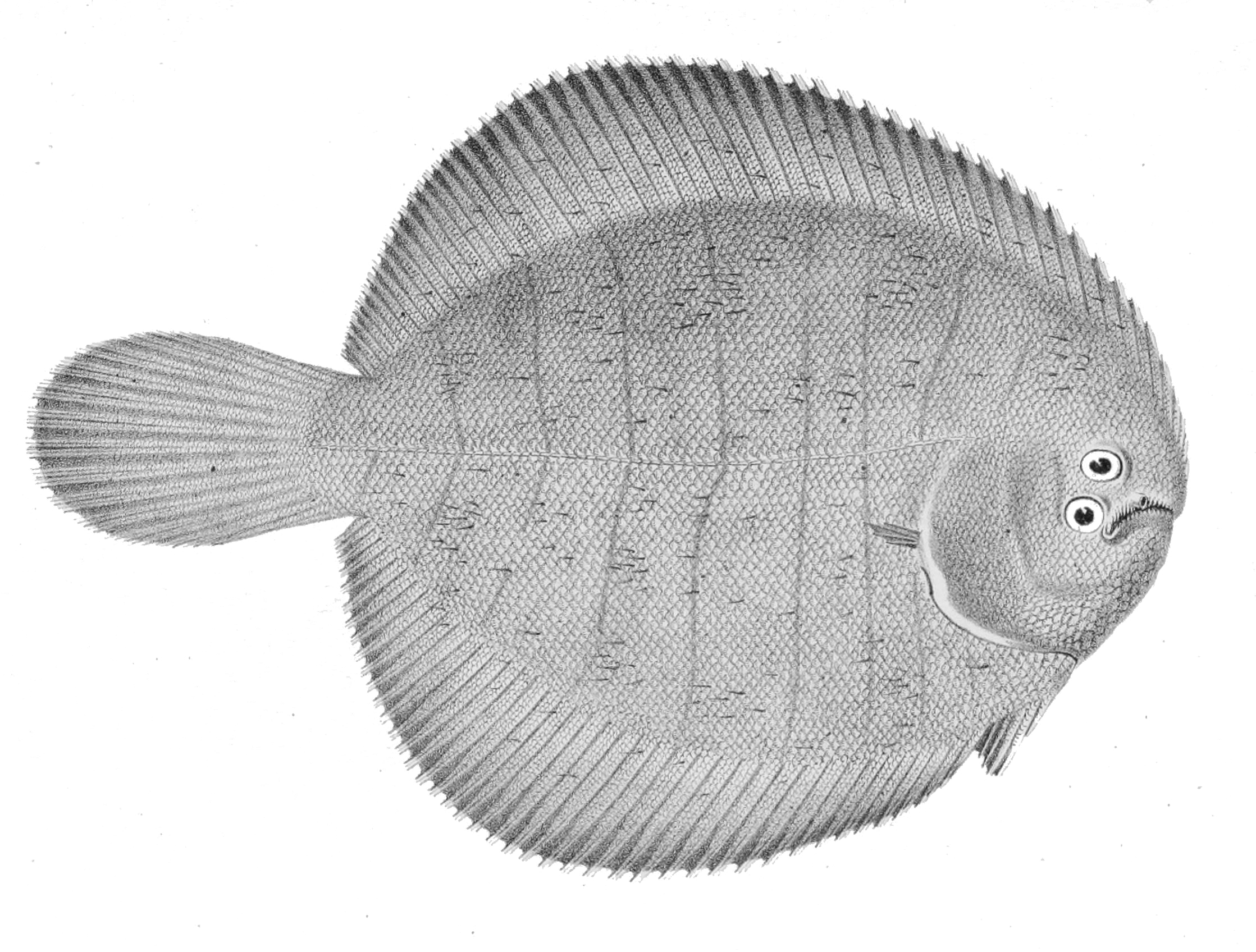
Achirus mazatlanus.

Este género se subdivide en 9 especies:
- Achirus achirus (Linnaeus, 1758)
- Achirus declivis Chabanaud, 1940
- Achirus klunzingeri (Steindachner, 1880)
- Achirus lineatus (Linnaeus, 1758)
- Achirus mazatlanus (Steindachner, 1869)
- Achirus mucuri R. T. C. Ramos, T. P. A. Ramos & P. R. D. Lopes, 2009
- Achirus novoae Cervigón, 1982
- Achirus scutum (Günther, 1862)
- Achirus zebrinus H. W. Clark, 1936